# Liste von Brückenbauten in Basel
In der Liste von Brückenbauten in Basel werden sowohl die grossen Rheinbrücken als auch bedeutende innerstädtische Viadukte und Stege aufgelistet.

## Rheinbrücken

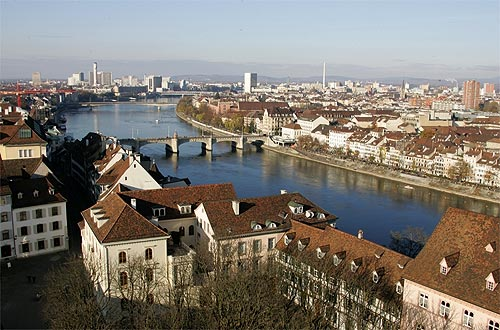
Mittlere Brücke, Johanniterbrücke und Dreirosenbrücke

### Heutige Brücken
In Basel überspannen acht Brücken den Rhein. In Fliessrichtung des Rheins geordnet sind dies:
| Name                   | Eröffnung1) | Verkehr                                                                                                 | Bemerkungen                                                                                         |
| ---------------------- | ----------- | --- | --------------------------------------------------------------------------------------------------- |
| Kraftwerk Birsfelden   | 1954        | Fussgänger und Velos.                                                                                   | Weg über das Stauwehr. Rechtes Ufer ist Basel, linkes Ufer ist Birsfelden.                          |
| zweite Eisenbahnbrücke | 2012        | Eisenbahn und Fussgänger.                                                                               | Quasi eine Verbreiterung der ersten Eisenbahnbrücke. Hat offiziell keinen eigenen Namen.            |
| Eisenbahnbrücke        | 1873        | Eisenbahn und Fussgänger.                                                                               | Neubau 1962. Fussgänger erst seit dem Neubau.                                                       |
| Schwarzwaldbrücke      | 1973        | Autobahn, allgemeiner Individualverkehr, Bus und Fussgänger.                                            | Ersetzte die 1955 gebaute St. Albanbrücke, die nach dem Bau der Schwarzwaldbrücke abgerissen wurde. |
| Wettsteinbrücke        | 1879        | Allgemeiner Individualverkehr, Tram und Fussgänger.                                                     | Neubau 1995.                                                                                        |
| Mittlere Rheinbrücke   | 1225 (?)    | Allgemeiner Individualverkehr, Tram, Bus und Fussgänger. Seit 2015 für private Motorfahrzeuge gesperrt. | Genaues Baujahr nicht überliefert. Erste und bis 1879 einzige Basler Rheinbrücke. Neubau 1905.      |
| Johanniterbrücke       | 1882        | Allgemeiner Individualverkehr, Bus und Fussgänger.                                                      | Neubau 1967.                                                                                        |
| Dreirosenbrücke        | 1934        | Autobahn, allgemeiner Individualverkehr, Tram und Fussgänger.                                           | Neubau 2004.                                                                                        |

1) Eröffnungsjahr der jeweils ersten Brücke am Standort.

### Ehemalige Brücken
Frühere, inzwischen abgebrochene Rheinbrücken in Basel waren:
- die Dufourbrücke, eine kurzfristige militärische Pontonbrücke während des Neuenburger Handels von 1857, welche sich ca. 100 m oberhalb der heutigen Wettsteinbrücke befand.
- die Notbrücke zur Mittleren Brücke (1903–1905), eine provisorische Holzbrücke, welche während des Baus der heutigen Mittleren Brücke wenige Meter flussabwärts erstellt wurde.
- die St. Albanbrücke, welche von 1955 bis 1973 etwa 100 m rheinabwärts der jetzigen Schwarzwaldbrücke stand. An der Stelle der früheren Brückenköpfe befindet sich nun auf der Grossbasler Seite die Cécile-Ines-Loos-Anlage und das neue Breite-Zentrum, auf der Kleinbasler Seite das Tinguely-Museum.

### Nicht verwirklichte Projekte
- Sevogelbrücke: Im Baulinienplan von 1901 war ein Rheinübergang etwa 100 Meter oberhalb der heutigen St. Alban-Fähre vorgesehen. Die Brücke sollte auf der Grossbasler Seite  neben dem Letziturm beginnen und auf der Kleinbasler Seite in der Peter Roth-Strasse enden. Die Idee wurde aber nie konkretisiert. 1960 wurde die Idee wieder aufgenommen und der Kanton kaufte sogar Land für den geplanten Grossbasler Brückenkopf, doch obwohl das Projekt bis weit in die 1970er Jahre als dringlicher Baustein der Basler Verkehrsplanung galt, wurde nie mit dem Bau begonnen. Mit der Überarbeitung der Gesamtverkehrsplanung von 1979 verschwand das Projekt dann wieder in der Schublade. Im 2014 veröffentlichten «Teilrichtplan Velo 2013» der Regierung taucht die Idee wieder auf, nun aber in Form einer Brücke nur für Fussgänger und Velos.

- Birsfelderbrücke: In den 1960er Jahren gab es Pläne, eine weitere Brücke östlich des Birsfelder Kraftwerks zu bauen, die dann Birsfelderbrücke geheissen hätte. Die Pläne wurden zuerst wegen der enormen Kosten und danach wegen der zu erwartenden Naturschäden im Naturschutzgebiet Rheinaue fallen gelassen. Man kann aber noch heute den auf die Brücke hin ausgerichteten Strassenverlauf erkennen: Die Brücke hätte die Birsfelder Sternenfeldstrasse mit der Basler Hörnliallee verbunden. Auch die Autobahnabfahrt Birsfelden ist auf diese Brücke hin ausgerichtet.
- 3Land-Brücke: 2018 wurde in einer trinationalen Verkehrsstudie eine neue Brücke auf Höhe der Wiesenmündung vorgeschlagen. Diese soll für öffentlichen, Fuss- und Fahrradverkehr ausgerichtet sein und das sich im Umbruch befindende Klybeckquartier mit der französischen Agglomerationsgemeinde Huningue verbinden. Die Realisation dieses Projektes ist noch unsicher, die Eröffnung wird in der Studie auf das Jahr 2035 angepeilt.[1][2]

## Weitere Viadukte und Brücken
Vollständige Liste aller Brücken über die Birs und den Birsig (jeweils flussabwärts) in den jeweiligen Hauptartikeln. Hier sind die wichtigen genannt.

### Über den Birsig
- Dorenbachviadukt mit Tram
- Eisenbahn nach Frankreich
- Birsigviadukt (Viaduktstrasse) mit Tram
- Heuwaage-Viadukt

Ab der Heuwaage ist der Birsig unter dem Boden. Bis zur Eindolung des Birsig unterhalb des heutigen Heuwaage-Viadukts gab es in der Altstadt zahlreiche kleine Brücken, deren Gewölbe z. T. heute noch in der Bausubstanz des unterirdischen Flusstunnels erhalten sind.

### Über die Birs
Die Birs bildet die Kantonsgrenze zu BL
- mehrere Eisenbahnbrücken
- Birsbrücke (Autobahn)
- Redingbrücke, Allgemeiner Individualverkehr, Bus und Fussgänger.
- Birssteg, 1934 gebaute Fussgängerbrücke zur Tramhaltestelle Schulstrasse in Birsfelden
- Hauptstrasse-Brücke (Zürcherstrasse), Allgemeiner Individualverkehr, Tram, Bus und Fussgänger.
- Birskopfsteg, Fussgänger und Velo

### Über Gleise der Eisenbahn
(in Klammern: Tunnel und Portale)

#### Von französischer Grenze resp. Bahnhof St. Johann bis Bahnhof SBB/SNCF
- Luzernerring-Brücke
- (Tunnelportal Kannenfeldplatz)
- (Kannenfeldtunnel)
- (Tunnelportal Anlage bei Bündnerstrasse)
- Allschwilerstrasse
- Gottfried Keller-Strasse
- Wanderstrasse
- (Tunnelportal General Guisan-Strasse)
- (Guisan-Promenade (Eisenbahn in Tunnel), Fußgängerpromenade)
- (Tunnelportal Neubadstrasse)
- Marschalkenstrasse
- Oberwilerstrasse
- Erdbeergraben
- Margarethenbrücke für Tram und Individualverkehr

#### Vom Bahnhof SBB/SNCF in Richtung Schweiz/Deutschland
- (im Bau: Central-Park-Passerelle, Fussgänger – Gleiszugang im Bahnhof SBB)
- Bahnhof-Passerelle, Fussgänger – Gleiszugang im Bahnhof SBB
- Passerelle Solothurnerstrasse – Post, Fussgänger – Gleiszugang (nur Gleise 1–12) im Bahnhof SBB
- Peter Merian-Brücke
- Gundeli-Passerelle, Fussgänger
- Münchensteinerbrücke, mit Tram

##### In Richtung Delémont
- (Rut Keiser-Strasse, 3 Passagen über Tunnel)
- Walkeweg
- Brüglingerstrasse

##### In Richtung Pratteln/Deutschland
- St. Jakobs-Strasse
- Singerbrücke (Autobahnausfahrt)
- Singerbrücke (Autobahnverzweigung)
- (Tunnelportal Adlerstrasse)
- (Singertunnel)
- (Tunnelportal Karl Jaspers-Allee)
- Gellertstrasse

Ab dort liegen die Bahngleise bis zur Grenze nach Deutschland erhöht mit Brücken der Bahn über die Strassenverbindungen.